# Haleakalā
O Haleakalā (em havaiano:  Haleakalā, que significa casa do sol) ou vulcão oriental de Maui é um enorme vulcão em escudo que forma mais de 75% da ilha de Maui, no arquipélago do Havai e a mais alta montanha da ilha, com 3055 m de altitude, o que o torna a 85.ª montanha mais proeminente do mundo. O ponto mais alto designa-se Puʻu ʻUlaʻula (Red Hill). Era mais recentemente ativo tarde no século XVIII.
Dispõe de um observatório astronómico no topo, e está rodeado pelo Parque Nacional de Haleakala, visitado como atração turística.
O resto da ilha de Maui é formado pelo vulcão Mauna Kahalawai, de menor dimensão e altitude.

## Ligações externas

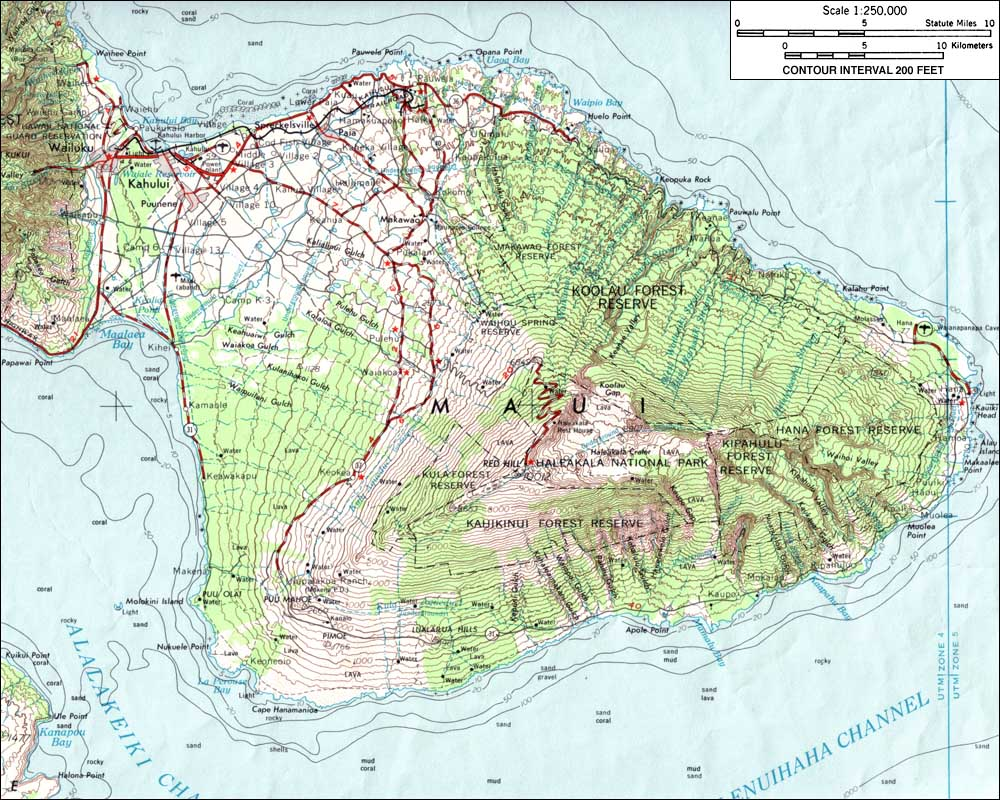
Mapa do Haleakalā